# Euselasia eucrates
Euselasia eucrates är en fjärilsart som beskrevs av William Chapman Hewitson 1872. Euselasia eucrates ingår i släktet Euselasia och familjen Riodinidae. Inga underarter finns listade i Catalogue of Life.

## Bildgalleri

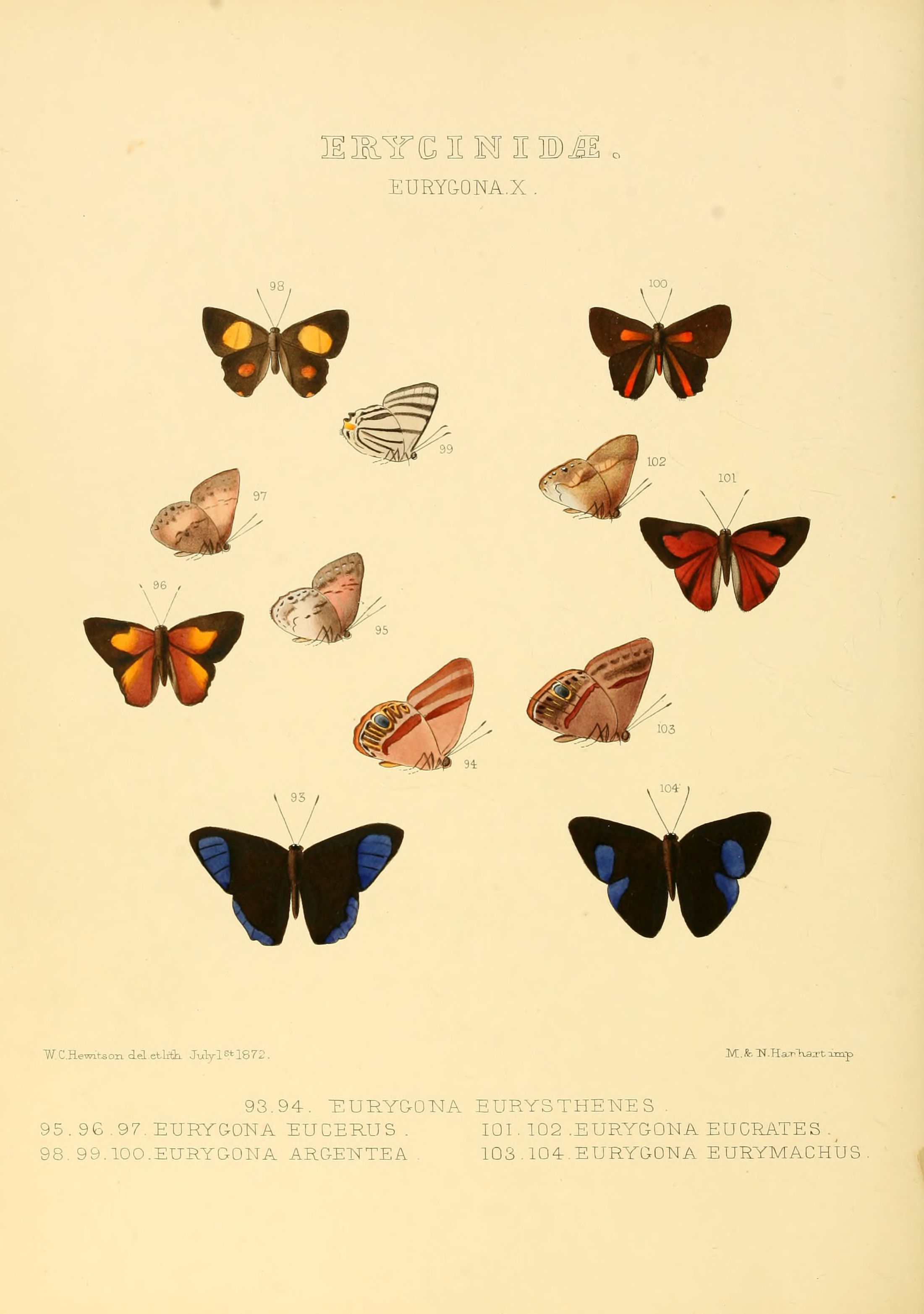